# 交趾郡
交趾郡，一作交阯郡，為中國古代對於越南的一種舊稱，為中國西漢至唐朝郡名，相当于今越南北部红河三角洲流域。之後交趾從中國獨立，但中國、日本仍以“交趾”、“交阯”稱該地諸政權。宋朝皇帝亦封統治越南红河三角洲的丁朝皇帝為“交趾郡王”。元朝和明朝也曾分别短暂设立交趾行省和交趾等處承宣布政使司。

## 历史
前209年7月爆发秦末民变，南海郡尉任囂下属的龍川縣令趙佗稱王建立南越国之後，分象郡為交趾、九真二郡，屬南越國四郡之一。前112年漢滅南越國，於南越國故地設置了十個郡，其中的交趾郡下轄羸婁縣、安定縣、苟屚縣、麊泠縣、曲昜縣、北帶縣、稽徐縣、西縣、龍編縣、朱䳒縣十縣，治所𨏩𨻻縣。東漢治所龍編縣。東漢汉献帝建安年間至東吳初期，交州太守士燮形成獨立的割據政權。
南北朝時，行政區劃改變，至隋滅南陳後，重新設置交趾郡，下轄九縣，郡治設於交趾縣。唐朝武德五年（622年），交趾郡改為交州，交趾縣則為交州州治。